# Cleopatra Records
Cleopatra Records är ett amerikanskt oberoende skivbolag med säte i Los Angeles. Det grundades 1992 av Brian Perera med specialisering på musikstilarna gothic rock, hårdrock och heavy metal. Gary Numan, Switchblade Symphony, Heaven 17, Genitorturers och Download är några av artisterna som är eller har varit anslutna till skivbolaget.